# José Roberto Andrade Féres
José Roberto Andrade Féres (Ituiutaba, 1980), conhecido pelo pseudônimo de Zéfere, é um poeta e tradutor brasileiro.

## Biografia
Poemas de seu livro A Coesia das Coisas foram musicados pelo compositor Mestre Jonas e pela cantora Sílvia Gommes.
Traduziu para a língua portuguesa o romance experimental O Sumiço, de Georges Perec, que não usa nenhuma palavra que contenha a letra E. A tradução, que levou cinco anos para ficar pronta, foi publicada em 2016 e valeu a Zéfere o Prêmio Paulo Rónai. Em 2017, começou a tradução de Qe regressem!, do mesmo autor, em que a única vogal é também o E.

## Obras
- 2006 - A Coesia das Coisas (Ed. 7Letras) - Poesia